# Myrmecopteris sinuosa
Myrmecopteris sinuosa là một loài thực vật có mạch trong họ Polypodiaceae. Loài này được (Wall. ex Hook.) Pic. Serm. miêu tả khoa học đầu tiên năm 1977.